# Hydrochorea
Hydrochorea és un gènere de llegums (Fabaceae) de la subfamília Mimosoideae. Actualment només conté 3 espècies:
- Hydrochorea corymbosa (Rich.) Barneby & J.W.Grimes
- Hydrochorea gonggrijpii (Kleinhoonte) Barneby & J.W.Grimes
- Hydrochorea marginata (Benth.) Barneby & J.W.Grimes

Hydrochorea acreana està ubicat provisionalment al gènere Abarema, com Abarema acreana.